# 雨量變率
雨量變率（英語：rainfall variability）是某一地區的年雨量和該地區長期平均年雨量的差數，除以該地區長期平均年雨量，所得的百分比。
雨量變率 = |年雨量−長期平均年雨量|÷ 長期平均年雨量 × 100%
降雨的變率越大，則降雨量平均統計的可靠度越低，一地降雨量愈少，變率越大，可靠度愈少；反之，一地降雨量愈多，變率愈少，可靠度就越大，再者，大陸型氣候的雨量變率，會比海洋型氣候來得大。
所以，雨量變率對農業影響很大，雨量變率愈小，表示每年降雨量穩定，農業收成可靠；反之，雨量變率過大，則易造成旱澇之災，容易導致歉收的情況發生，對農業經濟產生嚴重的損失。